# Grupa nezavisnih umetnika (1921—1927)
Grupa nezavisnih umetnika (aktivna između 1921. i 1927. godine), bila je značajna i zanimljiva grupa likovnih umetnika Hrvatske, različitih sklonosti i formi likovnosti, koja je u teškim posleratnim godinama u Evropi nakon Velikog rata i u uslovima novostvorene država Kraljevine Srba Hrvata i Slovenaca, želela da individualnim radom pokuša da doprinose stvaranju nacionalnog likovnog izraza, u Hrvatskoj i šire. U tom razdoblju Grupa je održala trinaest izložbi po manjim mestima Hrvatske i dve u drugim (velikim) gradovima Kraljevine Srba Hrvata i Slovenaca.

## Nazivi
Grupa nezavisnih umjetnika — Grupa nezavisnih — Nezavisna grupa — Grupa hrvatskih nezavisnih umjetnika.
Prvu pojavu imena Nezavisna grupa umjetnika nalazimo u kraćem obaveštenju o otvaranju izložbe u Zorin Domu u Karlovcu, objavljenom u Obzoru 6. novembra 1921. godine. Do kraja 1921. godine pedesetak radova ove grupe izloženo je u Karlovcu, a potom i na izlobama u Koprivnici, Sisku i Varaždinu.

## Preduslovi
Delovanje Grupe nezavisnih umetnika proisteklo je iz želje grupe Hrvatskih umetnika da se likovne kultura u Hrvatskoj van Zagreba, populariši u manjim sredinama, u kojima je bila vidljiva duboka ekonomska i politićka kriza nastala posle Velikog rata nakon osnivanja Kraljevine Srba Hrvata i Slovenaca. Manji gradovi u Hrvatskoj ostali su kulturno zapušteni, a politička situacija u Kraljevini Srba Hrvata i Slovenaca u vreme delovanja Grupe nezavisnih neprestano se pogoršavala.

## Sastav grupe
U momentu osnivanja, i na prvih pet izložbi Grupa je imala pet članova:
- Ljubo Babić,
- Jerolim Miše,
- Marin Studin,
- Zlatko Šulentić
- Vladimir Varlaj.

Kasnije su se grupi priključili:
- Vladimir Becić,
- Jozo Kljaković,
- Frano Kršinić,
- Ivan Meštrović.
- Krsto Hegedušić.

## Značaj delovanja grupe
Značaj delovanja Grupe nezavisnih ogledao se u tome što su se njeni članovi jasno odredili:
- protiv pseudonacionalne romantike starije generacije,
- protiv pomodnog povođenja za avangardnim likovnim izrazima dela mlađe generacije Evrope,
- za poštovanje individualnih likovnih izraza (u to vreme ponajviše sklonih različitim oblicima realizama koji su vladali Evropom 1920-tih godina), kako bi doprineli stvaranju nacionalnog likovnog izraza.[7]

Zahvaljujući jasno izraženom stavu, slikarstvo Grupe nezavisnih je široko prihvaćeno na svim nivoima:
- u likovnoj kritici,
- pred domaćom publikom,
- na tržištu umetničkih dela, koje je pokazalo zadovoljavajući interes s obzirom na ekonomsku situaciju u Kraljevini Srba Hrvata i Slovenaca

Na dobar prijem dela Grupe nezavisnih od publike svakako je uticala činjenica da je društvo u tim delima prepoznalo...
…hrvatske motive prikazane na savremen način u duhu vremena, s minimaliziranjem uticaja evropskih avangardnih pokreta i istovremeno sa uverenjem da na taj način doprinose stvaranju nacionalnog likovnog izraza.

## Izložbe Grupe nezavisnih

### 1921.
|    | Naziv izložbe                        | Mesto                                     | Vreme održavanja                 | Autori                                |
| -- | ------------------------------------ | ----------------------------------------- | -------------------------------- | ------------------------------------- |
| 1. | Izložba „Grupa nezavisnih umjetnika” | Zorin Dom, Karlovac                       | 6.—13. novembar 1921.            | Babić, Miše, Studin, Šulentić, Varlaj |
| 2. | Izložba „Grupa nezavisnih umjetnika” | Zgrada kr. realne gimnazije, Koprivnica   | 11.—14. decembar 1921.           | Babić, Miše, Studin, Šulentić, Varlaj |
| 3. | Umjetnička izložba                   | Sisak                                     | 27. novembar — 2. decembar 1921. | Babić, Miše, Studin, Šulentić, Varlaj |
| 4. | Umjetnička izložba                   | Varaždin, Kazalište, prostorije čitaonice | 18.—28. decembar 1921.           | Babić, Miše, Studin, Šulentić, Varlaj |

### 1922.
|    | Naziv izložbe                      | Mesto   | Vreme održavanja       | Autori                                                      |
| -- | ---------------------------------- | ------- | ---------------------- | ----------------------------------------------------------- |
| 5. | V. jugoslovenska umetnička izložba | Beograd | 31. maj — 1. jun 1922. | Imena Grupe nezavisnih greškom su izostavljena iz kataloga. |

### 1924.
|    | Naziv izložbe              | Mesto               | Vreme održavanja      | Autori                                                                      |
| -- | -------------------------- | ------------------- | --------------------- | --------------------------------------------------------------------------- |
| 6. | Izložba „Grupa nezavisnih” | Magistrat, Novi Sad | 25.—30. maj 1924.     | Babić, Kljaković, Kršinić, Miše, Studin, Šulentić, Varlaj                   |
| 7. | Izložba „Grupe nezavisnih” | Sombor              | jun. 1924.            | Babić, Kljaković, Kršinić, Miše, Studin, Šulentić, Varlaj                   |
| 8. | Izložba „Grupa nezavisnih” | Salon Galić, Split  | 1 — 15. okrobar 1924. | Babić, Becić, Kljaković, Kršiniđ, Meštrović, Miše, Studin, Šulentić, Varlaj |
| 9. | Izložba „Grupa nezavisnih” | Zorin Dom, Karlovac | 1 — 8. novembar 1924. | Babić, Becić, Kljaković, Kršiniđ, Meštrović, Miše, Šulentić, Varlaj         |

### 1925.
|     | Naziv izložbe              | Mesto           | Vreme održavanja | Autori                                                       |
| --- | -------------------------- | --------------- | ---------------- | ------------------------------------------------------------ |
| 10. | Izložba „Grupe nezavisnih” | Stari Bečej     | maj 1925.        | Becić, Kljaković, Kršinić, Meštrović, Miše, Šulentić, Varlaj |
| 11. | Izložba „Grupe nezavisnih” | Senta           | maj 1925.        | Becić, Kljaković, Kršinić, Meštrović, Miše, Šulentić, Varlaj |
| 12. | Izložba „Grupe nezavisnih” | Velika Kikinda  | maj — jun 1925.  | Becić, Kljaković, Kršinić, Meštrović, Miše, Šulentić, Varlaj |
| 13. | Izložba „Grupe nezavisnih” | Novi Bečej      | jun 1925.        | Becić, Kljaković, Kršinić, Meštrović, Miše, Šulentić, Varlaj |
| 14. | Izložba „Grupe nezavisnih” | Veliki Bečkerek | jun 1925.        | Becić, Kljaković, Kršinić, Meštrović, Miše, Šulentić, Varlaj |

### 1927.
|     | Naziv izložbe                        | Mesto    | Vreme održavanja     | Autori                                           |
| --- | ------------------------------------ | -------- | -------------------- | ------------------------------------------------ |
| 15. | VI. jugoslavenska umjetnička izložba | Novi Sad | jun — 31. jul. 1927. | Babić, Becić, Varlaj, Meštrović, Miše, Hegedušić |

## Literatura
- M. Studin, Izjava Nezavisne grupe, Novo doba, VII/1924, br. 234. str. 4.
- ..., Nezavisna umjetnička grupa, Demokratija, Beograd 1924, br. 1279, str. 2.
- S. Strahinić, Sa V. Jugoslavenske umjetničke izložbe u Beogradu, Umjetnost, Almanah za slikarstvo, grafiku i skulpturu, Zagreb — Beograd — Ljubljana 1922, str. 1—4.